# Донецька академія автомобільного транспорту
Донецька академія автомобільного транспорту (ДААТ) (до 2003 року — Донецький автомобільний коледж) — приватний вищий навчальний заклад.

## Факультети
- Факультет довузівської підготовки
  - Підготовче відділення
  - Відділення професійної підготовки
- Факультет автомобільного транспорту
  - Кафедра Автомобілі і двигуни
  - Кафедра Основи проектування машин
  - Кафедра Технічна експлуатація автомобілів
  - Секція фізичного виховання
- Факультет комп'ютерних технологій
  - Кафедра Специалізовані комп'ютерні системи
  - Кафедра Математичних и естественно-наукових дисциплін
- Факультет транспортних технологій і логістики
  - Кафедра соціальних дисціплин
  - Кафедра української та іноземних мов
  - Кафедра Менеджмент і логістика
  - Кафедра Організація дорожнього руху
  - Кафедра Організація перевезень
- Факультет післядипломної і паралельної освіти
- Факультет підготовки іноземних студентів
  - Секція Мовна школа
  - Підготовче відділення іноземних студентів
  - Паспортно-візова служба

## Напрямки і спеціальності навчання
Здійснює навчання по наступних напрямках і спеціальностям:
1. Напрямок «Автомобільний транспорт». Кваліфікація — інженер-механік. Спеціальність — Автомобілі і автомобільне господарство (спеціалізації: «автомобільний сервіс», «комп'ютерна діагностика автомобілів»)
2. Напрямок «Комп'ютерна інженерія». Кваліфікація — інженер-системотехнік. Спеціальність — Спеціалізовані комп'ютерні системи (спеціалізація: комп'ютерні системи у транспортній галузі")
3. Напрямок «Транспортні технології». Кваліфікація — інженер з транспорту. Спеціальності — Організація перевезень і керування на транспорті (спеціалізації: «організація міжнародних перевезень», «митний контроль на транспорті», «транспортна логістика»), організація регулювання дорожнього руху (спеціалізації: «адміністративно-правова діяльність у сфері дорожнього руху», «проектування організації дорожнього руху»)
4. Напрямок «Менеджмент». Кваліфікація — менеджер економіст, менеджер з логістики. Спеціальність — Логістика (спеціалізації: «менеджмент у транспортній галузі», «логістичне керування транспортними процесами»).

Ректор — Енглезі Ірина Павлівна, кандидат технічних наук, доктор філософії, академік Транспортної Академії України, академік Української Технологічної Академії, член Європейської асоціації міжнародного утворення.